# 高氯酸铜
高氯酸铜是一种化学物质，是铜的高氯酸盐。其分子式为Cu(ClO4)2，易溶于水。

## 制取
高氯酸铜可通过如下反应制取:
{\displaystyle \mathrm {Cu_{2}(OH)_{2}CO_{3}\cdot H_{2}O+4HClO_{4}\to 2Cu(ClO_{4})_{2}+4H_{2}O+CO_{2}\uparrow } }
为使高氯酸能够充分反应，碱式碳酸铜应稍微过量。